# طبل إلكتروني

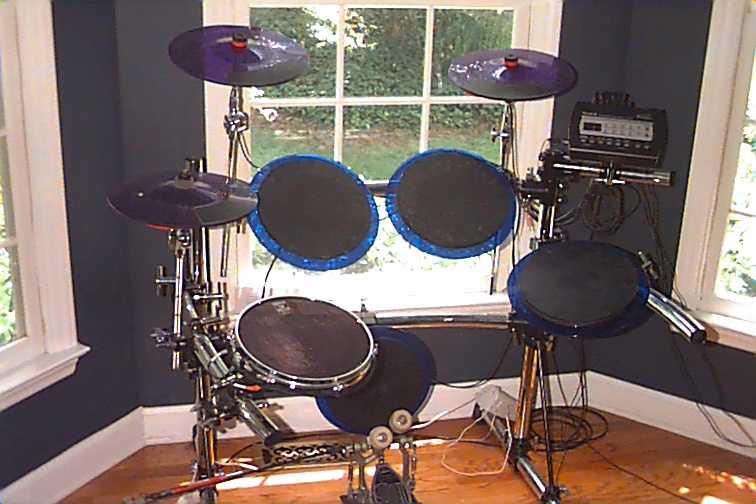
طقم طبول إلكترونية بسيط من صنع شركة Pintech.

الطبل الإلكتروني هو آلة موسيقية إلكترونية معاصرة صممت لتلعب دور بديل لطقم طبول صوتي أو آلة إيقاعية أخرى. يتكون الطبل الإلكتروني من وحدة صوت إلكترونية أو رقمية تنتج أصوات إيقاعية مصنعة أو مستعينة ومستشعر كهربائي أو لوحة واحدة أو أكثر مجهزة بمستشعرات لتشغيل الصوت. تضرب المستشعرات أو اللوحات مثل الطبول العادية باستعمال عصي الطبول أو اليدين (حسب نوع لوحة الطبل) وتقرع بطريقة مشابهة لطقم طبول صوتي (أو آلة إيقاعية).
لا تعتبر الوحدات التي تشغل مقاطع الطبول الإلكترونية وآلات الطبول طبولا إلكترونية، لأن من يشغل الأصوات هو البرنامج وليس قارع طبول أو موسيقيا آخر.
يباع الطبل الإلكتروني عادة كجزء من طقم طبول إلكتروني يتكون من مجموعة لوحات طبول مركبة على حامل في تشكيلة مشابهة لطقم الطبول الصوتي، مع صنوج صوتية/إلكترونية مطاطية (لشركات رولاند، ياماها، وأليزيس مثلا) أو متخصصة (مثل "Gen 16" لشركة زيلدجيان). تكون لوحات الطبول إما أقراص أو إطارات طبول قصيرة من مواد متنوعة، وتتوفر عادة على سطح قرع مغلف بالمطاط أو السيليكون أو مادة مثل القماش لترتد العصي عند قرغ اللوحات بها. تتوفر كل لوحة على مستشعر واحد أو أكثر ينتج إشارة إلكترونية عند ضربها.
تنقل الإشارة الإلكترونية عبر كبلات لوحدة طبول إلكترونية أو رقمية (تسمى «الدماغ» أحيانا) أو سنثسيزر أو جهاز آخر، والذي ينتج بدوره صوتا تشغله اللوحة المضروبة. من الممكن إرسال إشارة الصوت من وحدة الطبول لمضخم آلة مفاتيح أو نظام مخاطبة عامة لتستعمل في الأداء المباشر للفرق، ليتم الاستماع لها بواسطة سماعات رأس في التدريب الصاكت، أو لتربط بوحدة مكساج لحصة تسجيل. بدأت الشركات بعد شيوع الطبول الرقمية في عقد 2000 ببيع ملفات صوت لأطقم طبول رقمية تسمى "drum kits". بعكس أطقم الطبول الإلكترونية التي تستعمل عادة لتشغيل أصوات طبول وأصوات إيقاعية، يمكن استعمال طقم طبول إلكترونية مجهز بميدي لتشغيل أي نوع من أصوات ميدي، مثلالبيانو أو الغيتار أو أي صوت أو آلة أخرى مصنعة أو مستعينة.

## الملاحظات
1. ↑  للتعريف المستعمل هنا انظر: -'The Case for Vintage Electronic Drums' لMichael Render، الصفحة 1 (منشور في الأصل في the Not So Modern Drumming Magazine)؛ ويوثقها موقع "The Electronic Drum Experts"